# 土喇叭菌属
土喇叭菌属（学名：Faerberia）是多孔菌科下的一个属。

## 下属物种
本属包括以下物种：
- 黑烧土喇叭菌 Faerberia carbonaria (Alb. & Schwein.) Pouzar